# Коростель (Брянская область)
Коростель (в старину также Коростели, Карастели) — деревня в Брасовском районе Брянской области, в составе Добриковского сельского поселения. 
 Расположена в 3 км к северу от села Добрик. Население — 16 человек (2010).

## История
Упоминается с первой половины XVII века в составе Брасовского стана Севского уезда.
С 1741 года — владение Апраксиных. Состояла в приходе села Телятниково.
В 1778—1782 входила во временно образованный в Луганский уезд. С 1861 года — в составе Добрикской волости, с 1880-х гг. в Литовенской (Девичьевской) волости, с 1924 в Брасовской волости Севского уезда.
С 1929 года в Брасовском районе; с 1920-х гг. до 2005 года входила в Добриковский сельсовет.
| Годы      | 1866 | 1878 | 1897 | 1926 | 1979 | 1989 | 2002 | 2010 |
| --------- | ---- | ---- | ---- | ---- | ---- | ---- | ---- | ---- |
| Население | 432  | 506  | 651  | 960  | 165  | 88   | 55   | 16   |